# Shanayah Howell
Shanayah Shaljenshka Howell (* 7. April 1999 auf Aruba) ist eine arubanische BMX-Rennfahrerin.

## Sportlicher Werdegang
Howell stammt aus San Nicolas auf Aruba. 2006 und 2007 gewann sie jeweils die Challenge ihrer Altersklasse im Rahmen der BMX-Weltmeisterschaften. 2009 und 2010 war sie erfolgreich in der US-amerikanischen BMX-Serie. Ein Sponsor baute ihr auf Aruba eigens eine BMX-Strecke, damit sie zu Hause besser trainieren könne.
2019 war Howell auf einer Briefmarke abgebildet, als Teil einer Serie über die Sportler Arubas. In diesem Jahr nahm sie auch erstmals an Elite-Wettkämpfen teil und belegte bei den Panamerika-Spielen den fünften Platz. 2022 gewann sie die Bronzemedaille bei den Panamerika-Meisterschaften, wie auch im Jahr darauf bei den Zentralamerika- und Karibikspielen. 2024 erhielt sie aufgrund einer Wildcard die Einladung zur Teilnahme am olympischen BMX-Rennen und kam auf den 23. Platz.

## Erfolge
2019
 Arubanische Meisterin
2020
 Arubanische Meisterin
2022
 Panamerika-Meisterschaften
2023
 Zentralamerika- und Karibikspiele